# Biser (Bułgaria)
Biser (bułg. Бисер) – wieś w południowej Bułgarii, w obwodzie Chaskowo, w gminie Charmanli. Zarządzającą wsią jest Złatka Angełowa-Wyłkowa.
Wioska Biser znajduje się pomiędzy Charmanli i Lubimec. Miejscowość położona nad Maricą i Biserską rzeką, uchodząca do rzeki Maricy. Klimat jest przejściowy. Głównym zajęciem jest rolnictwo. We wsi jest stadnina koni "Меценат Стъд Фарм", która specjalizuje się w produkcji czystej krwi koni arabskich. Nazwa miejscowości w języku bułgarskim znaczy perła.
6 lutego 2012 wieś nawiedziła powódź Maricy, która doprowadziła do potężnych zniszczeń wsi.